# Giải vô địch bóng đá châu Âu 2016 (vòng loại bảng E)
Dưới đây là kết quả các trận đấu trong khuôn khổ bảng E – vòng loại giải vô địch bóng đá châu Âu 2016. Bảng E bao gồm sáu đội: Anh, Thụy Sĩ, Slovenia, Estonia, Litva, và San Marino, thi đấu trong hai năm 2014 và 2015, theo thể thức lượt đi–lượt về, vòng tròn tính điểm, lấy hai đội đầu bảng tham gia vòng chung kết.

## Bảng xếp hạng
| VT | Đội        | ST | T  | H | B | BT | BB | HS  | Đ  | Giành quyền tham dự               |     | Anh | Thụy Sĩ | Slovenia | Estonia | Litva | San Marino |
| -- | ---------- | -- | -- | - | - | -- | -- | --- | -- | --------------------------------- | --- | --- | ------- | -------- | ------- | ----- | ---------- |
| 1  | Anh        | 10 | 10 | 0 | 0 | 31 | 3  | +28 | 30 | Giành quyền vào vòng chung kết    |     | —   | 2–0     | 3–1      | 2–0     | 4–0   | 5–0        |
| 2  | Thụy Sĩ    | 10 | 7  | 0 | 3 | 24 | 8  | +16 | 21 | Giành quyền vào vòng chung kết    |     | 0–2 | —       | 3–2      | 3–0     | 4–0   | 7–0        |
| 3  | Slovenia   | 10 | 5  | 1 | 4 | 18 | 11 | +7  | 16 | Giành quyền vào trận tranh vé vớt |     | 2–3 | 1–0     | —        | 1–0     | 1–1   | 6–0        |
| 4  | Estonia    | 10 | 3  | 1 | 6 | 4  | 9  | −5  | 10 |                                   |     | 0–1 | 0–1     | 1–0      | —       | 1–0   | 2–0        |
| 5  | Litva      | 10 | 3  | 1 | 6 | 7  | 18 | −11 | 10 |                                   | 0–3 | 1–2 | 0–2     | 1–0      | —       | 2–1   |            |
| 6  | San Marino | 10 | 0  | 1 | 9 | 1  | 36 | −35 | 1  |                                   | 0–6 | 0–4 | 0–2     | 0–0      | 0–2     | —     |            |

## Các trận đấu
Lịch thi đấu của bảng E đã được quyết định sau cuộc họp tại Nice, Pháp vào ngày 23 tháng 2 năm 2014. Giờ địa phương là CET/CEST, như được liệt kê bởi UEFA (giờ địa phương trong ngoặc đơn).
| Estonia   | 1–0      | Slovenia |
| --------- | -------- | -------- |
| Purje 86' | Chi tiết |          |

| San Marino | 0–2      | Litva                           |
| ---------- | -------- | ------------------------------- |
|            | Chi tiết | Matulevičius 5' · Novikovas 36' |

| Thụy Sĩ | 0–2      | Anh                |
| ------- | -------- | ------------------ |
|         | Chi tiết | Welbeck 58', 90+4' |

| Anh                                                                                     | 5–0      | San Marino |
| --------------------------------------------------------------------------------------- | -------- | ---------- |
| Jagielka 25' · Rooney 43' (ph.đ.) · Welbeck 49' · Townsend 72' · Della Valle 78' (l.n.) | Chi tiết |            |

| Litva          | 1–0      | Estonia |
| -------------- | -------- | ------- |
| Mikoliūnas 76' | Chi tiết |         |

| Slovenia              | 1–0      | Thụy Sĩ |
| --------------------- | -------- | ------- |
| Novaković 79' (ph.đ.) | Chi tiết |         |

| Estonia | 0–1      | Anh        |
| ------- | -------- | ---------- |
|         | Chi tiết | Rooney 74' |

| Litva | 0–2      | Slovenia           |
| ----- | -------- | ------------------ |
|       | Chi tiết | Novaković 33', 37' |

| San Marino | 0–4      | Thụy Sĩ                                         |
| ---------- | -------- | ----------------------------------------------- |
|            | Chi tiết | Seferović 10', 23' · Džemaili 30' · Shaqiri 79' |

| Anh                                   | 3–1      | Slovenia             |
| ------------------------------------- | -------- | -------------------- |
| Rooney 59' (ph.đ.) · Welbeck 66', 72' | Chi tiết | Henderson 58' (l.n.) |

| San Marino | 0–0      | Estonia |
| ---------- | -------- | ------- |
|            | Chi tiết |         |

| Thụy Sĩ                                             | 4–0      | Litva |
| --------------------------------------------------- | -------- | ----- |
| Arlauskis 66' (l.n.) · Schär 68' · Shaqiri 80', 90' | Chi tiết |       |

| Anh                                               | 4–0      | Litva |
| ------------------------------------------------- | -------- | ----- |
| Rooney 6' · Welbeck 45' · Sterling 58' · Kane 73' | Chi tiết |       |

| Slovenia                                                                       | 6–0      | San Marino |
| ------------------------------------------------------------------------------ | -------- | ---------- |
| Iličić 10' · Kampl 49' · Struna 50' · Novaković 52' · Lazarević 73' · Ilić 88' | Chi tiết |            |

| Thụy Sĩ                               | 3–0      | Estonia |
| ------------------------------------- | -------- | ------- |
| Schär 17' · Xhaka 27' · Seferović 80' | Chi tiết |         |

| Estonia         | 2–0      | San Marino |
| --------------- | -------- | ---------- |
| Zenjov 35', 63' | Chi tiết |            |

| Slovenia                   | 2–3      | Anh                            |
| -------------------------- | -------- | ------------------------------ |
| Novaković 37' · Pečnik 84' | Chi tiết | Wilshere 57', 73' · Rooney 86' |

| Litva       | 1–2      | Thụy Sĩ                 |
| ----------- | -------- | ----------------------- |
| Černych 64' | Chi tiết | Drmić 69' · Shaqiri 84' |

| Estonia       | 1–0      | Litva |
| ------------- | -------- | ----- |
| Vassiljev 71' | Chi tiết |       |

| San Marino | 0–6      | Anh                                                                                |
| ---------- | -------- | ---------------------------------------------------------------------------------- |
|            | Chi tiết | Rooney 13' (ph.đ.) · Brolli 30' (l.n.) · Barkley 46' · Walcott 68', 78' · Kane 77' |

| Thụy Sĩ                        | 3–2      | Slovenia                  |
| ------------------------------ | -------- | ------------------------- |
| Drmić 80', 90+4' · Stocker 84' | Chi tiết | Novaković 45' · Cesar 48' |

| Anh                           | 2–0      | Thụy Sĩ |
| ----------------------------- | -------- | ------- |
| Kane 67' · Rooney 84' (ph.đ.) | Chi tiết |         |

| Litva                      | 2–1      | San Marino      |
| -------------------------- | -------- | --------------- |
| Černych 7' · Spalvis 90+2' | Chi tiết | M. Vitaioli 55' |

| Slovenia  | 1–0      | Estonia |
| --------- | -------- | ------- |
| Berić 63' | Chi tiết |         |

| Anh                        | 2–0      | Estonia |
| -------------------------- | -------- | ------- |
| Walcott 45' · Sterling 85' | Chi tiết |         |

| Slovenia            | 1–1      | Litva                 |
| ------------------- | -------- | --------------------- |
| Birsa 45+1' (ph.đ.) | Chi tiết | Novikovas 86' (ph.đ.) |

| Thụy Sĩ | 7–0      | San Marino |
| --- | -------- | ---------- |
| Lang 17' · Inler 55' (ph.đ.) · Mehmedi 65' · Djourou 72' (ph.đ.) · Kasami 75' · Embolo 80' (ph.đ.) · Derdiyok 89' | Chi tiết |            |

| Estonia | 0–1      | Thụy Sĩ             |
| ------- | -------- | ------------------- |
|         | Chi tiết | Klavan 90+4' (l.n.) |

| Litva | 0–3      | Anh                                                         |
| ----- | -------- | ----------------------------------------------------------- |
|       | Chi tiết | Barkley 29' · Arlauskis 35' (l.n.) · Oxlade-Chamberlain 62' |

| San Marino | 0–2      | Slovenia               |
| ---------- | -------- | ---------------------- |
|            | Chi tiết | Cesar 54' · Pečnik 75' |

## Danh sách cầu thủ ghi bàn
7 bàn
- Wayne Rooney

6 bàn
- Danny Welbeck
- Milivoje Novaković

4 bàn
- Xherdan Shaqiri

3 bàn
- Harry Kane
- Theo Walcott
- Josip Drmić
- Haris Seferović

2 bàn
- Ross Barkley
- Raheem Sterling
- Jack Wilshere
- Sergei Zenjov
- Fiodor Černych
- Arvydas Novikovas
- Boštjan Cesar
- Nejc Pečnik
- Fabian Schär

1 bàn
- Phil Jagielka
- Alex Oxlade-Chamberlain
- Andros Townsend
- Ats Purje
- Konstantin Vassiljev
- Deivydas Matulevičius
- Saulius Mikoliūnas
- Lukas Spalvis
- Matteo Vitaioli
- Robert Berić
- Valter Birsa
- Branko Ilić
- Josip Iličić
- Kevin Kampl
- Dejan Lazarević
- Andraž Struna
- Eren Derdiyok
- Johan Djourou
- Blerim Džemaili
- Breel Embolo
- Gökhan Inler
- Pajtim Kasami
- Michael Lang
- Admir Mehmedi
- Valentin Stocker
- Granit Xhaka

1 bàn phản lưới nhà

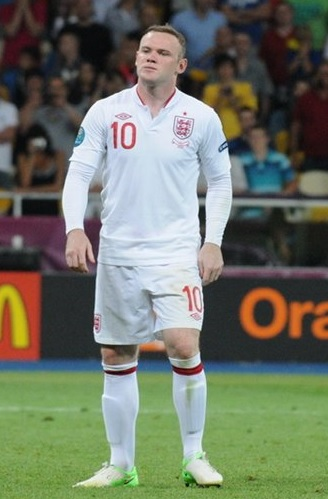
Tiền đạo Wayne Rooney của Anh dẫn đầu danh sách với 7 bàn thắng

- Jordan Henderson (trong trận gặp Slovenia)
- Ragnar Klavan (trong trận gặp Thụy Sĩ)
- Cristian Brolli (trong trận gặp Anh)
- Alessandro Della Valle (trong trận gặp Anh)

2 bàn phản lưới nhà
- Giedrius Arlauskis (trong 2 trận gặp Thụy Sĩ & Anh)

## Kỷ luật
Một cầu thủ được tự động bị treo giò trận tới những tội sau đây:
- Nhận thẻ đỏ (hệ thống treo thẻ đỏ có thể được mở rộng cho tội phạm nghiêm trọng)
- Nhận ba thẻ vàng trong ba trận đấu khác nhau, cũng như sau khi thứ năm và bất kỳ thẻ vàng sau (hệ thống treo thẻ vàng được chuyển sang vòng play-off, nhưng không phải là trận chung kết hoặc bất kỳ trận đấu quốc tế khác trong tương lai)

Các hệ thống treo sau đã (hoặc sẽ) phục vụ trong các trận đấu vòng loại:
| Đội        | Cầu thủ                | Vi phạm                                                                                              | Bị treo giò trận đấu                |
| ---------- | ---------------------- | --- | ----------------------------------- |
| Estonia    | Ken Kallaste           | v Litva (9 tháng 10 năm 2014)                                                                        | v Anh (12 tháng 10 năm 2014)        |
| Estonia    | Ragnar Klavan          | v Anh (12 tháng 10 năm 2014)                                                                         | v San Marino (15 tháng 11 năm 2014) |
| Estonia    | Aleksandr Dmitrijev    | v San Marino (15 tháng 11 năm 2014) · v Thụy Sĩ (27 tháng 3 năm 2015) · v Litva (5 tháng 9 năm 2015) | v Slovenia (8 tháng 9 năm 2015)     |
| Litva      | Giedrius Arlauskis     | v San Marino (8 tháng 9 năm 2015)                                                                    | v Slovenia (9 tháng 10 năm 2015)    |
| Litva      | Marius Žaliūkas        | v Anh (27 tháng 3 năm 2015) · v Estonia (5 tháng 9 năm 2015) · v Slovenia (9 tháng 10 năm 2015)      | v Anh (12 tháng 10 năm 2015)        |
| San Marino | Alessandro Della Valle | v Ukraina (15 tháng 10 năm 2013)                                                                     | v Litva (8 tháng 9 năm 2014)        |
| San Marino | Mirko Palazzi          | v Ukraina (15 tháng 10 năm 2013)                                                                     | v Litva (8 tháng 11 năm 2014)       |
| San Marino | Manuel Battistini      | v Litva (8 tháng 9 năm 2014) · v Estonia (14 tháng 6 năm 2015) · v Litva (8 tháng 9 năm 2015)        | v Thụy Sĩ (9 tháng 10 năm 2015)     |
| San Marino | Nicola Chiaruzzi       | v Litva (8 tháng 9 năm 2015)                                                                         | v Thụy Sĩ (9 tháng 10 năm 2015)     |
| Slovenia   | Dalibor Stevanović     | v Estonia (8 tháng 9 năm 2014)                                                                       | v Thụy Sĩ (9 tháng 10 năm 2014)     |
| Slovenia   | Kevin Kampl            | v Anh (14 tháng 6 năm 2015) · v Thụy Sĩ (5 tháng 9 năm 2015) · v Estonia (8 tháng 9 năm 2015)        | v Litva (9 tháng 10 năm 2015)       |